# Biblioteca Pública de Santo Tomás Ajusco
La Biblioteca Pública de Santo Tomas Ajusco, fundada en 1998. Actualmente  promueve el acercamiento de la comunidad infantil y juvenil, a través de diversos talleres de fomento a la lectura y de apoyo para la realización  de sus tareas escolares. Ubicada en José María Morelos 17, frente a las oficinas del Comisariado Ejidal entre Ignacio Zaragoza y Guadalupe Victoria, Colonia Pueblo de Santo Tomas Ajusco C.P 14710. Ciudad de México, Distrito Federal, Del. Tlalpan.

## Antecedentes
La Secretaría de Educación Pública1 se instituyó en septiembre de 1921 por José Vasconcelos, primer titular de la dependencia,
con el fin de promover la creación de escuelas en todo el país, organizar cursos, editar libros y fundar bibliotecas que fortalecieran el proyecto educativo nacionalista.
En ese entonces, la SEP estaba  organizada en tres rubros: Escuelas, Bellas Artes y el Departamento de Bibliotecas y Archivos,
cuya tarea primordial era garantizar materiales de lectura para apoyar la educación en todos los niveles escolares.

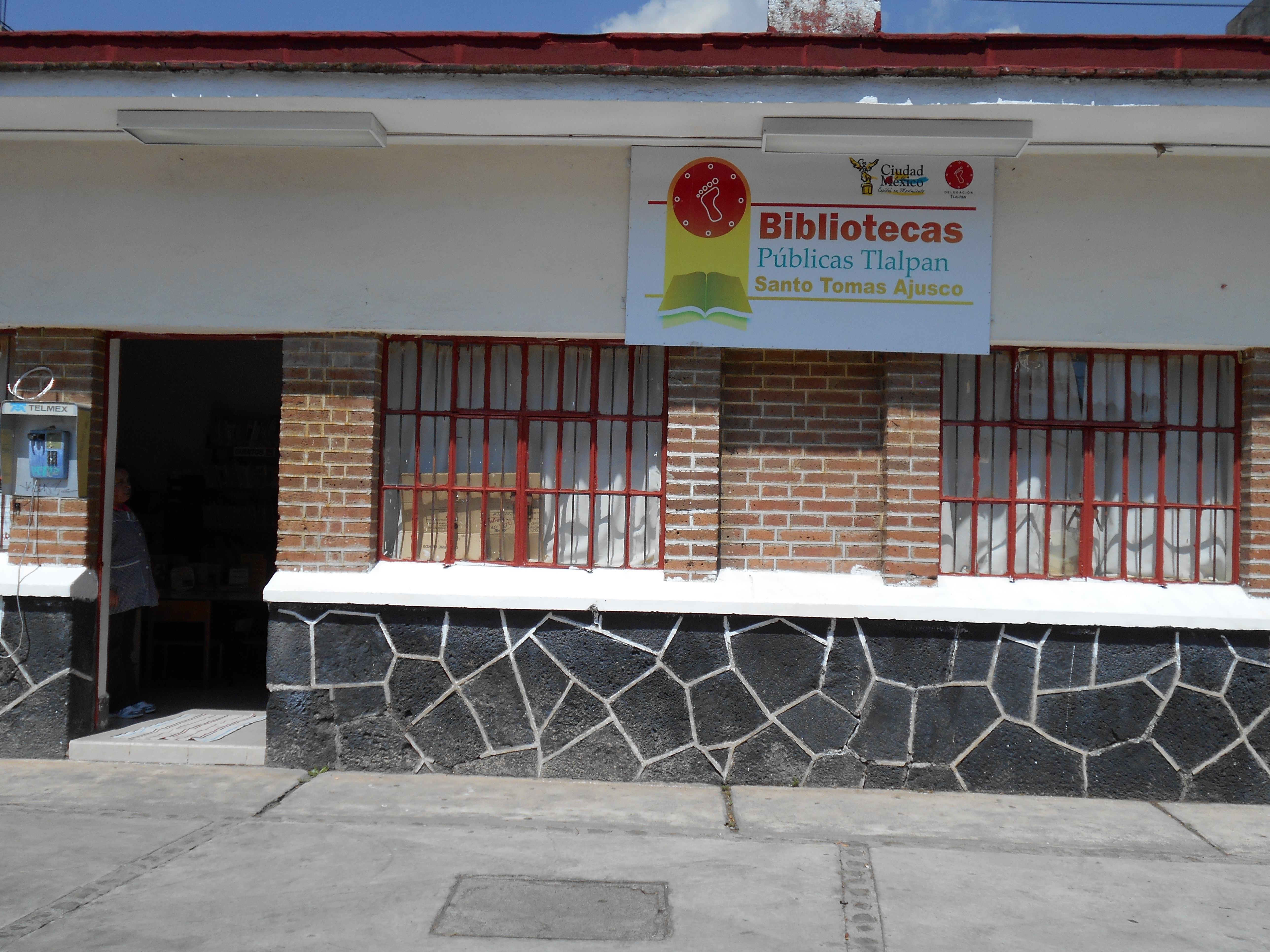
Entrada de la Biblioteca

En  1988 nace el Consejo Nacional para la Cultura y las Artes, como órgano desconcentrado de la SEP,
y se le asignan las unidades administrativas e instituciones públicas que desempeñan funciones relacionadas con la promoción y difusión de la cultura y las artes,
y  la organización de las  bibliotecas públicas. A partir de  ese momento, la Dirección  General de Bibliotecas se integra al CONACULTA2. Y en ese mismo año se funda la Biblioteca Pública de Santo Tomas Ajusco.

## Servicios
- Sala general
- Sala de consulta
- Sala infantil